# U-203
U-203 — средняя немецкая подводная лодка типа VIIC времён Второй мировой войны.

## История
Заказ на постройку субмарины был отдан 23 сентября 1939 года. Лодка была заложена 28 марта 1940 года на верфи «Германиаверфт» в Киле под строительным номером 632, спущена на воду 4 января 1941 года. Лодка вошла в строй 18 февраля 1941 года под командованием капитан-лейтенанта Рольфа Мютцельбурга. Из-за временной нехватки комплектующих в 1941 году U-203 не имела кормового торпедного аппарата.

### Командиры
- 18 февраля 1941 года — 11 сентября 1942 года капитан-лейтенант Рольф Мютцельбург (кавалер Рыцарского железного креста с дубовыми листьями)
- 11 сентября 1942 года — 20 сентября 1942 года Ганс Зейдель
- 21 сентября 1942 года — 25 апреля 1943 года капитан-лейтенант Герман Коттман

### Флотилии
- 18 февраля — 1 мая 1941 года — 1-я флотилия (учебная)
- 1 мая 1941 года — 25 апреля 1943 года — 1-я флотилия

### История службы
Лодка совершила 11 боевых походов. Потопила 21 судно водоизмещением 94 296 брт, повредила 3 судна суммарным водоизмещением 17 052 брт.
Потоплена 25 апреля 1943 года к югу от мыса Фарвель, Гренландия, в районе с координатами 55°03′ с. ш. 42°15′ з. д. глубинными бомбами с самолёта типа «Суордфиш» из авиагруппы эскортного авианосца HMS Biter при участии британского эсминца HMS Pathfinder. 10 человек погибли, 38 членов экипажа спаслись.

### Волчьи стаи
U-203 входила в состав следующих «волчьих стай»:
- Streitaxt 24 октября — 1 ноября 1942
- Raufbold 15 — 22 декабря 1942
- Spitz 24 — 31 декабря 1942
- Lerche 11 — 13 апреля 1943
- Meise 20 — 25 апреля 1943

### Атаки на лодку
- 28 июля 1941 года лодка была атакована глубинными бомбами с британских корветов HMS Rhododendron и HMS Fleur de Lys, повреждений не было.
- 22 октября 1941 года находящаяся в Северной атлантике U-203 получила некоторые повреждения в результате взрывов двух глубинных бомб, сброшенных самолётом.
- 11 ноября 1941 года в Бискайском заливе возвращавшаяся в Брест лодка была атакована британским самолётом типа «Хадсон», сбросившим 4 глубинных бомбы. В результате получили повреждения один из дизелей и кормовые горизонтальные рули.

### Гибель командира
10 сентября 1942 года командир U-203 капитан-лейтенант Рольф Мютцельбург позволил экипажу искупаться. При попытке прыгнуть в воду с лодочной рубки командир упал на булевую балластную цистерну, ударившись головой и рукой. От полученных травм он скончался на следующий день, 11 сентября.